# Stanton St Quintin
 (septembre 2023).
Stanton St Quintin est une paroisse civile et un village du Wiltshire, en Angleterre.